# Kwinten Borghijs
Kwinten Borghijs (Veracruz, México, 3 de febrero de 2004) es un deportista belga que compite en vela en la clase Nacra 17. Ganó una medalla de bronce en el Campeonato Europeo de Nacra 17 de 2024.

## Palmarés internacional
| \| Campeonato Europeo \| Campeonato Europeo \| Campeonato Europeo \| Campeonato Europeo \| \| Año \| Lugar \| Medalla \| Clase \| \| ------------------ \| ------------------ \| ------------------ \| ------------------ \| \| 2024 \| Palermo (Italia) \| Medalla de bronce \| Nacra 17 \| |                  |                   |          |
| Campeonato Europeo |                  |                   |          |
| Año | Lugar            | Medalla           | Clase    |
| 2024 | Palermo (Italia) | Medalla de bronce | Nacra 17 |